# Anubispavian

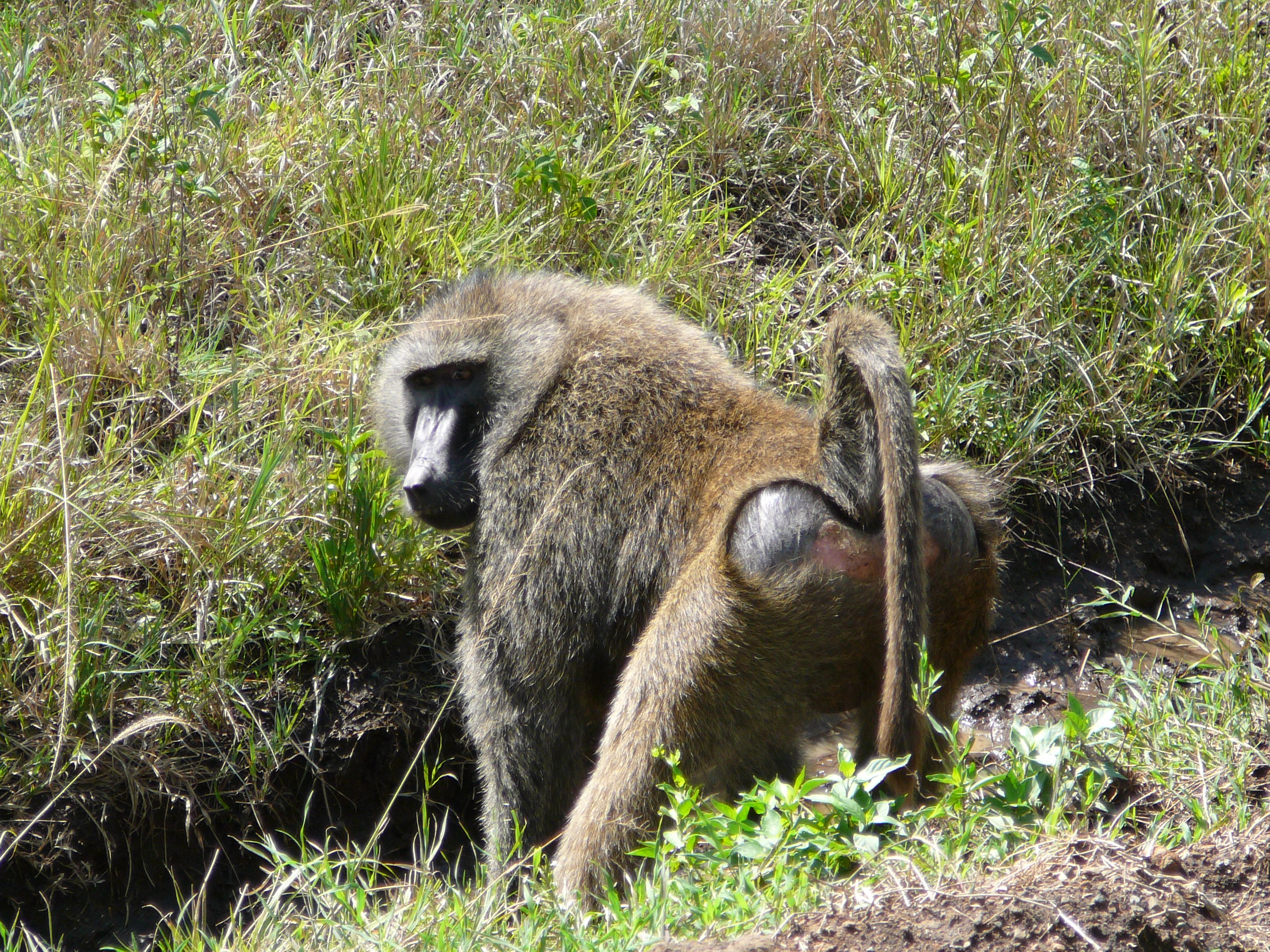
Männlicher Anubispavian: Die mähnenartige Rückenbehaarung und die unbehaarten, dunklen Sitzschwielen sind deutlich zu erkennen

Der Anubispavian oder Grüne Pavian (Papio anubis) ist eine Primatenart aus der Gattung der Paviane in der Familie der Meerkatzenverwandten (Cercopithecidae). Seinen Namen hat er vom altägyptischen Gott Anubis, der oft mit Hundekopf dargestellt wurde und so der hundeähnlichen Schnauze dieser Tiere ähnelte.

## Merkmale
Anubispaviane haben ein graugrünes bis olivgrünes Fell, bei den Männchen bildet sich an den Schultern und am vorderen Teil des Rückens eine Mähne. Die langgezogene Schnauze ist haarlos und schwarz gefärbt, ebenfalls unbehaart und dunkel gefärbt ist die Gesäßregion. Diese Tiere erreichen eine Kopfrumpflänge von 48 bis 76 Zentimetern, der Schwanz ist 38 bis 58 Zentimeter lang. Der erste Teil des Schwanzes steht nach oben, während der hintere Teil nach unten geknickt ist. Wie bei allen Pavianen herrscht ein deutlicher Geschlechtsdimorphismus hinsichtlich der Größe. Männchen werden mit bis zu 25 Kilogramm deutlich schwerer als Weibchen, die nur rund 15 Kilogramm auf die Waage bringen. Auch die Eckzähne der Männchen sind deutlich größer.

## Verbreitung und Lebensraum

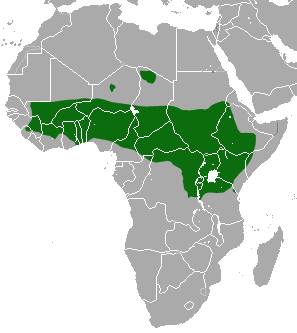
Verbreitungsgebiet

Anubispaviane haben das größte Verbreitungsgebiet aller Pavianarten, es erstreckt sich über weite Teile des mittleren Afrikas und reicht von Mali bis Äthiopien und südlich bis Tansania. Wie alle Paviane sind sie vorrangig Bewohner von Savannen, sind jedoch nicht wählerisch in Bezug auf ihren Lebensraum und finden sich auch in Wäldern und anderen Habitaten.

## Lebensweise und Ernährung
Anubispaviane sind wie alle Altweltaffen tagaktiv und halten sich häufig am Boden auf. Dabei bewegen sie sich auf allen vieren fort und halten den Schwanz gebogen. Zur Nachtruhe ziehen sie sich häufig auf Bäume oder unzugängliche Felsklippen zurück. Sie leben in Gruppen aus 15 bis 150 (meist 40 bis 80) Tieren. Die Gruppen sind gemischt, das heißt, sie umfassen sowohl Männchen als auch Weibchen. Innerhalb der Gruppen etablieren sie eine ausgeprägte Hierarchie mit komplexem Sozialverhalten (siehe Gruppenverhalten der Paviane).
Anubispaviane sind Allesfresser, die aber vorrangig Pflanzenmaterial zu sich nehmen. Sie fressen Früchte, Gräser, Wurzeln, Knollen, aber auch Insekten, Vogeleier und kleine Wirbeltiere – auch kleine Paarhufer und Primaten.

## Fortpflanzung

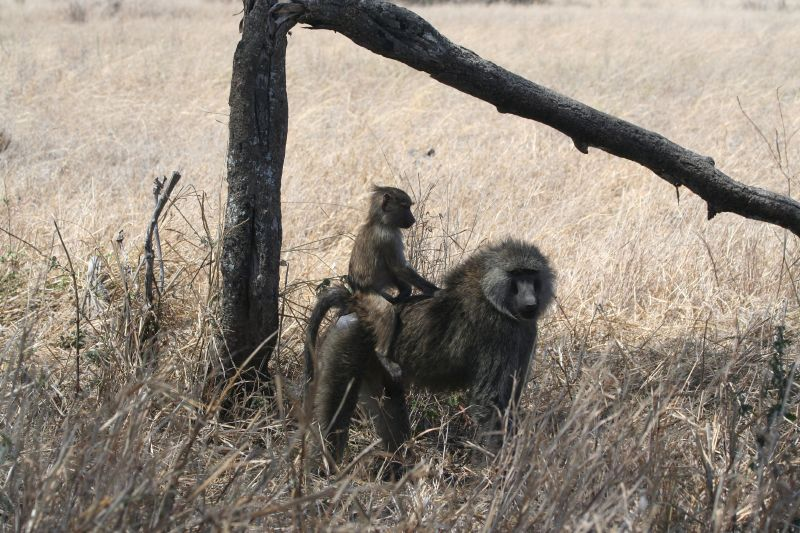
Anubispavian mit Jungtier am Rücken

Die Fortpflanzung kann das ganze Jahr über erfolgen, die Weibchen weisen während der fruchtbaren Phase eine ausgeprägte Regelschwellung auf. Innerhalb der gemischten Gruppen kann sich prinzipiell jedes Männchen mit jedem Weibchen paaren. Das führt zu teilweise erbitterten Auseinandersetzungen unter den Männchen um das Paarungsvorrecht. Daneben gibt es auch subtilere Methoden, etwa indem die Männchen die „Freundschaft“ zu gewinnen versuchen. Dazu pflegen sie ihnen das Fell, kümmern sich um deren Nachwuchs oder versorgen sie mit Nahrung.
Nach einer rund 180-tägigen Tragzeit bringt das Weibchen in der Regel ein einzelnes Jungtier zur Welt. Dieses wiegt bei der Geburt rund 1 Kilogramm und ist zunächst schwarz gefärbt. Nach rund einem Jahr wird es entwöhnt, die Geschlechtsreife tritt mit 5 bis 8 Jahren ein. Männliche Tiere müssen zu diesem Zeitpunkt ihre Geburtsgruppe verlassen, während die Weibchen oft zeitlebens darin verbleiben.
In freier Wildbahn können diese Tiere 25 bis 30 Jahre alt werden.

## Anubispaviane und Menschen
Anubispaviane sind weitverbreitet und haben sich zu einem gewissen Grad an den Menschen angepasst. Gruppen dringen manchmal in Plantagen und Felder ein und verwüsten sie, weswegen sie verfolgt werden. Auch die Zerstörung des Lebensraums der Paviane stellt mancherorts eine Bedrohung für sie dar. Insgesamt ist die Art aber laut IUCN nicht gefährdet.